# Gobernanza multipartes
La gobernanza multipartes es un sistema de gobernanza nuevo y en evolución. Trata de reunir a las partes interesadas para que participen en el diálogo, la adopción de decisiones y la aplicación de respuestas a problemas percibidos conjuntamente. El principio en que se basa esa estructura es el siguiente: si los agentes que intervienen en una cuestión hacen suficientes contribuciones, la decisión consensuada final adquiere más legitimidad y puede aplicarse con mayor eficacia que una respuesta tradicional basada en el Estado. Si bien la evolución de la gobernanza multipartes se produce principalmente a nivel internacional, las asociaciones público-privadas (APP) son similares a las nacionales.
Las partes interesadas se refieren a un conjunto de agentes de diferentes esferas sociales, políticas y económicas que colaboran intencionadamente para gobernar un área física, social, económica o política. La gama de actores puede incluir empresas multinacional, gobiernos, organismos de la sociedad civil, expertos, académicos, líderes comunitarios, figuras religiosas, personalidades de los medios de comunicación y otros grupos institucionales.
Una condición mínima con relación a la gama de partes interesadas es que un grupo multipartes debe contar con por lo menos dos actores de diferentes grupos sociales, políticos o económicos. De no ser así, el grupo es una asociación empresarial (todos son grupos empresariales), un organismo multilateral (todos son gobiernos), un organismo profesional (todos son académicos), etc. Casi todos los organismos multipartes tienen por lo menos una corporación multinacional o un órgano afiliado a una empresa y por lo menos una organización de la sociedad civil o una alianza de organizaciones de la sociedad civil como miembros principales.
Entre las terminologías alternativas para la gobernanza multipartes figuran las iniciativas de múltiples partes interesadas, múltiples partes interesadas, los procesos de múltiples partes interesadas (MSP), las asociaciones público-privadas (APP), los acuerdos de gobernanza informales y las regulaciones no estatales.
El término clave "multiparticipación" (o "multistakeholderism") se escribe cada vez más todo junto con el objeto de mantener la coherencia con su predecesor "multilateralismo" y para asociar esta nueva forma de gobernanza con uno de los principales actores implicados que también se suele escribir todo junto: las "multinacionales". La expresión "multiparticipación" se utiliza de manera similar en paralelo con el bilateralismo y el regionalismo.
Como forma de gobernanza mundial en evolución, solo un número limitado de organizaciones e instituciones participan en la multiparticipación. En varios ámbitos, fuerzas opuestas están desafiando activamente la legitimidad, la rendición de cuentas y la eficacia de estos cambios experimentales en la gobernanza mundial.

## Historia y teoría contemporáneas
La teoría de la administración sobre las partes interesadas, la teoría de la gestión de proyectos de las partes interesadas y la teoría de los organismos gubernamentales multipartes han contribuido a sentar las bases intelectuales de la gobernanza multipartes. Sin embargo, la historia y la teoría de la gobernanza multipartes se aleja de estos modelos de cuatro maneras esenciales. Las teorías anteriores describen la forma en que una institución central (ya sea una empresa, un proyecto o un organismo gubernamental) debe relacionarse más formalmente con instituciones conexas (ya sean otras organizaciones, instituciones o comunidades). En la gobernanza multipartes, el elemento central que vincula a las diversas partes interesados es una preocupación pública (por ejemplo, la protección del clima, la gestión de la Internet o la utilización de los recursos naturales), no una organización preexistente. En segundo lugar, las teorías anteriores tenían por objeto fortalecer una institución preexistente. En la gobernanza multipartes, los grupos de partes interesadas pueden fortalecer las instituciones asociadas, pero también pueden marginar las instituciones o funciones de los órganos de gobernanza existentes (por ejemplo, las autoridades gubernamentales de reglamentación, el sistema de las Naciones Unidas). Como las teorías anteriores se referían a la mejora de las operaciones de las empresas y la gestión de los proyectos, no era necesario que abordaran las consecuencias para la gobernanza pública de la adopción de decisiones por parte de múltiples partes interesadas. También proporcionan poca o ninguna orientación a los grupos autónomos de múltiples partes interesadas sobre sus normas internas de gobernanza, ya que la institución preexistente tenía su propio sistema de toma de decisiones en funcionamiento.
Dado que la multiparticipación es un sistema de gobernanza en evolución, buena parte de su fundamento teórico es una combinación de escritos teóricos formales y teoría derivada de la práctica. El escrito teórico más extenso y las propuestas prácticas más detalladas son la Iniciativa de Rediseño Global (GRI) del Foro Económico Mundial.

### Contribución de la Iniciativa de Rediseño Global del Foro Económico Mundial
El informe de 600 páginas "Problema de Todos: fortaleciendo la cooperación internacional en un mundo más interdependiente "  es una propuesta integral para rediseñar la gobernanza mundial. El informe busca cambiar de manera fundamental el sistema de gobernanza global construido desde la Segunda Guerra Mundial. Consiste en una serie de amplios documentos de política sobre la gobernanza multipartes, elaborados por los dirigentes del Foro Económico Mundial, y una amplia gama de opciones de política sobre temas específicos. Estas recomendaciones sobre políticas y programas temáticos se diseñaron para mostrar la capacidad de la nueva estructura de gobernanza para responder a una serie de crisis mundiales. Entre esas esferas de política mundial figuran las corrientes de inversión; los sistemas educativos; el riesgo financiero sistémico; la filantropía y la inversión social; las multinacionales emergentes; los Estados frágiles; el empresariado social; la seguridad energética; la cooperación en materia de seguridad internacional; la minería y los metales; el futuro del gobierno; la ordenación de los océanos; y los valores éticos. Lo que distingue la propuesta del Foro Económico Mundial es que se elaboró como un esfuerzo cooperativo de más de 750 expertos de las comunidades empresariales, gubernamentales y académicas internacionales que trabajaron en sesenta grupos de trabajo separados durante un año y medio.

El FEM también tenía cincuenta años de experiencia en reunir a las principales partes interesadas de las comunidades políticas, económicas, culturales, de la sociedad civil, religiosas y otras para debatir el camino a seguir en los asuntos mundiales. Como observaron los tres copresidentes en su introducción al informe de la GRI: "Ha llegado el momento de un nuevo paradigma de gobernanza internacional para las partes interesadas, análogo al que encarna la teoría de la gobernanza empresarial de las partes interesadas sobre la que se fundó el propio Foro Económico Mundial".
Este proceso de escritos teóricos explícitos combinados con la teoría derivada de la práctica se ha producido también en el sistema de las Naciones Unidas, en comisiones mundiales independientes y autónomas, en debates sobre la gobernanza de Internet y en órganos privados no estatales de establecimiento de normas éticas y ambientales.

### Contribuciones de los órganos intergubernamentales del sistema de las Naciones Unidas
Se considera en general que el esfuerzo de las Naciones Unidas por definir la gobernanza de múltiples interesados se inició con la Conferencia Mundial sobre el Medio Ambiente y el Desarrollo de 1992 (más conocida como la Conferencia de Río ). Allí, los gobiernos crearon nueve grandes grupos no estatales que podían formar parte del proceso intergubernamental oficial. Diez años más tarde, en Johannesburgo, la conferencia de seguimiento creó un nuevo proceso de implementación de múltiples interesados llamado oficialmente "resultados de la conferencia de tipo II", en el que las empresas transnacionales, las ONG y los gobiernos se comprometieron a trabajar juntos para implementar una sección específica del informe de la conferencia.
Un esfuerzo separado de los gobiernos para definir la gobernanza de múltiples partes ha sido una serie de resoluciones de la Asamblea General sobre "asociaciones". En la primera de ellas (2002), la resolución señaló "a la atención de los Estados Miembros las iniciativas de múltiples interesados, en particular, la Iniciativa del Global Compact del Secretario General, la Alianza Mundial para el Fomento de la Vacunación y la Inmunización, el proceso de diálogo entre múltiples interesados de la Comisión sobre el Desarrollo Sostenible y el Grupo de Tareas sobre las tecnologías de la información y las comunicaciones". En los 17 años siguientes, los gobiernos siguieron desarrollando su comprensión de la gobernanza multipartes mediante la aprobación de otras ocho resoluciones conexas.
En la resolución más reciente sobre asociaciones (2019), los gobiernos identificaron una serie de principios que deberían definir una asociación multipartes. Los gobiernos "subrayan que los principios y enfoques que rigen esas asociaciones y arreglos deben basarse en los firmes cimientos de los propósitos y principios de las Naciones Unidas, establecidos en la Carta... [Una asociación debería tener un] propósito común, transparencia, no otorgar ventajas injustas a ningún socios de las Naciones Unidas, beneficio y respeto mutuos, rendición de cuentas, respeto de las modalidades de las Naciones Unidas, procurar una representación equilibrada de los socios relevantes de los países desarrollados y en desarrollo y de los países con economías en transición, y no comprometer la independencia y neutralidad del sistema de las Naciones Unidas en general y de las agencias en particular".
En la misma resolución, los gobiernos definieron además el "propósito común" y el "beneficio y respeto mutuos" como asociaciones voluntarias y como "relaciones de colaboración entre diversas partes, tanto públicas como no públicas, en las que todos los participantes convienen en trabajar juntos para lograr un propósito común o emprender una tarea específica y, según lo convenido mutuamente, compartir los riesgos y las responsabilidades, los recursos y los beneficios".

### Contribuciones de las organizaciones de la sociedad civil que participan en el sistema de las Naciones Unidas
Las organizaciones de la sociedad civil han mantenido una serie de intercambios paralelos y específicos sobre la teoría y la práctica de la gobernanza multipartes. Dos elementos de la definición de la gobernanza multipartes que no son centrales en el debate entre los gobiernos fueron discutidos, a saber : 1) la conexión entre la democracia y la gobernanza multipartes y 2) la evaluación de la eficiencia y la eficacia de los proyectos multipartes. 
Dodds, uno de los fundadores del Foro de Partes Interesadas, sostiene que "la participación de los interesados en el proceso de adopción de decisiones hace que sea más probable que se asocien entre sí y con los gobiernos a todos los niveles para ayudar a cumplir los compromisos asociados a los acuerdos [adoptados a nivel intergubernamental]". En esta perspectiva, la evolución de la gobernanza multipartes marca una transformación positiva de la democracia representativa a la democracia participativa basada en las partes interesadas.
El informe del Transnational Institute (TNI) de Ámsterdam sobre la participación de múltiples interesados adopta una perspectiva diferente. Considera que la democracia corre un gran riesgo a causa de la gobernanza multipartes. El TNI sostiene que la falta de un proceso de selección pública legítima de los "interesados"; el desequilibrio de poder inherente entre las categorías de "interesados", en particular las empresas transnacionales y los grupos comunitarios; y la intrusión de los intereses empresariales en la adopción de decisiones internacionales oficiales son contrarios al desarrollo de un sistema democrático representativo a nivel mundial. Gleckman, asociado del TNI y miembro sénior del Centro para la Gobernanza y la Sostenibilidad de la UMass-Boston, expone otros argumentos sobre el carácter intrínsecamente antidemocrático de la gobernanza multipartes.

### Contribuciones de comisiones internacionales
La Comisión sobre la Gobernanza Global de 1991-1994, el Proceso de Helsinki de 2003-2007 sobre Globalización y Democracia y la Comisión Mundial de Represas de 1998-2001 abordaron cada una la evolución del concepto de participación múltiple como fuerza en la gobernanza mundial.
Por ejemplo, la Comisión Mundial de Represas (CMR) fue establecida en 1998 como un órgano mundial de múltiples interesados por el Banco Mundial y la Unión Internacional para la Conservación de la Naturaleza (UICN) en respuesta a la creciente oposición a los proyectos de grandes represas. Los doce miembros de la comisión procedían de diversos ámbitos y representaban un amplio espectro de intereses en las grandes presas, entre los que se encontraban gobiernos y organizaciones no gubernamentales (ONG), operadores de presas y movimientos populares de base, empresas y académicos, asociaciones industriales y consultores.
En el informe final de la CMR, el presidente, profesor Kader Asmal, describió las opiniones de los comisionados sobre la gobernanza multipartes. Escribió: "Somos una comisión destinada a curar las heridas profundas y autoinfligidas que se abren en cualquier lugar y momento en que muy pocos determinan para demasiados la mejor manera de desarrollar o utilizar los recursos hídricos y energéticos. Esa es a menudo la naturaleza del poder y la motivación de quienes lo cuestionan. Recientemente los gobiernos, la industria y los organismos de ayuda se han enfrentado en todo el mundo a la tarea de decidir el destino de millones de personas sin incluir a los pobres, o incluso a las mayorías populares de los países que creen que están ayudando. Para conferir legitimidad a esas decisiones, el verdadero desarrollo debe estar centrado en las personas, respetando al mismo tiempo el papel del Estado como mediador y, a menudo, como representante de sus intereses... no apoyamos la globalización dirigida desde arriba por unos pocos hombres. Sí apoyamos la globalización dirigida desde abajo por todos, un nuevo abordaje a las políticas globales de agua y desarrollo".

### Contribuciones de las partes clave en la gobernanza de Internet
El papel de los procesos de múltiples interesados en la gobernanza de Internet dominó la Cumbre Mundial en la Sociedad de la Información (CMSI) de 2003-2005. Sin embargo, la cumbre falló tratar la brecha digital como desearían los países en desarrollo.
El resultado final de la cumbre, la Agenda de Túnez (2005), consagró un tipo particular de modelo multipartes para la gobernanza de Internet, en el que, a instancias de los Estados Unidos, se delegó en el sector privado la función clave de administración y gestión de la asignación de nombres y direcciones (la Corporación de Internet para la Asignación de Nombres y Números, ICANN).
Esta política de los Estados Unidos de utilizar procesos multipartes para de hecho favorecer la privatización de funciones que tradicionalmente habían sido desempeñadas por organismos gubernamentales quedó bien expresada en una declaración de 2015 de Julie Napier Zoller, funcionaria superior de la Oficina de Asuntos Económicos y Comerciales del Departamento de Estado de los Estados Unidos. Ella sostuvo que "Cada reunión que se enriquece con la participación multipartes sirve como ejemplo y precedente que abre las puertas a la participación multipartes en futuras reuniones y foros".

## Definición de una "parte interesada" para la gobernanza multipartes
Existen definiciones generalmente aceptadas de "parte interesada" en la teoría de la gestión generalmente aceptadas para seleccionar a las "partes interesadas" en la teoría de la gestión de proyectos. Sin embargo, no hay una definición comúnmente aceptada de "parte interesada" ni un proceso generalmente reconocido para designar a las "partes interesadas" en la gobernanza multipartes. En una democracia, solo existe una categoría elemental para la toma de decisiones públicas, el "ciudadano". Diferentemente del concepto de "ciudadano" en la teoría de la gobernanza democrática, el concepto de "parte interesada" en la teoría y la práctica de la gobernanza multipartes sigue siendo inestable y ambiguo.
En la gobernanza multipartes, hay tres niveles de definición de "parte interesada": 1) la definición de la "categoría de partes interesadas" (por ejemplo, las empresas); 2) la definición o la especificación para seleccionar organizaciones o instituciones dentro de una "categoría de partes interesadas" (por ejemplo, microempresas o empresas propiedad de mujeres); y 3) la definición o la especificación para seleccionar a una persona individual para que represente a una organización o institución designada dentro de una “categoría de partes interesadas” (por ejemplo, el director general, el funcionario de asuntos externos o un miembro del personal profesional). En la práctica, no es infrecuente que los fundadores de un grupo multipartes seleccionen a una persona clave para que sea miembro de un grupo multipartes y luego clasifiquen retroactivamente a esa persona y/o a su organización en una categoría de definición apropiada.

### Múltiples definiciones de categorías de partes interesadas dentro del sistema de las Naciones Unidas
En la conferencia de las Naciones Unidas en Río de Janeiro en 1992, los gobiernos aceptaron oficialmente nueve Grupos Principales como categorías de "partes interesadas". Los Grupos Principales designados fueron las mujeres, los niños y los jóvenes, los pueblos indígenas, las organizaciones no gubernamentales, las autoridades locales, los trabajadores y los sindicatos, el comercio y la industria, la comunidad científica y tecnológica y los agricultores. Dos décadas más tarde, la importancia de involucrar efectivamente a estos nueve sectores de la sociedad fue reafirmada por la Conferencia Río+20. Sin embargo, esta conferencia añadió otras partes interesadas, entre ellas las comunidades locales, los grupos de voluntarios y las fundaciones, los migrantes y las familias, así como las personas mayores y las personas con discapacidad. Subsiguientemente, los gobiernos también añadieron como partes interesadas a organizaciones filantrópicas privadas, entidades educativas y académicas y otros interesados activos en esferas relacionadas con el desarrollo sostenible. Para citar a los "Grupos Principales" se lo hace ahora como "Grupos Principales y otras partes interesadas".
El sistema de gobernanza de la Organización Internacional del Trabajo (OIT) funciona con tan solo tres grupos de interés: "trabajadores", "empleadores" y "gobiernos". En este acuerdo tripartito, los trabajadores y los empleadores están en pie de igualdad con los gobiernos.
El Comité de Seguridad Alimentaria Mundial (CSA) tiene diferentes categorías principales: "Miembros", "Participantes" y "Observadores". El CSA se considera "la principal plataforma internacional e intergubernamental inclusiva para que todas las partes interesadas trabajen juntas a fin de garantizar la seguridad alimentaria y la nutrición para todos". Sin embargo, su categoría de 'Participantes' incluye una amplia variedad de actores sociales: a) agencias y organismos de las Naciones Unidas, b) organizaciones de la sociedad civil y no gubernamentales y sus redes, c) sistemas internacionales de investigación agrícola, d) instituciones financieras internacionales y regionales, e) representantes de asociaciones del sector privado y f) fundaciones filantrópicas privadas.

### Múltiples definiciones de categorías de partes interesadas fuera del sistema de las Naciones Unidas (ejemplos seleccionados)
A diferencia de las múltiples definiciones dentro del sistema de las Naciones Unidas, la definición de las categorías de partes interesadas para los grupos multipartes autónomos son generalmente versiones de las definiciones "basadas en los intereses". La ISO define a un individuo o grupo de interesados "como aquel que tiene un interés en cualquier decisión o actividad de una organización" (ISO 26000). Hemmati, cofundador del Instituto MSP, una organización de apoyo a las múltiples partes interesadas, define a las partes interesadas como "aquellos que tienen un interés en una decisión particular, ya sea como individuos o como representantes de un grupo". Esto incluye a las personas que influyen en una decisión, o pueden influir en ella, así como a los afectados por ella. La asociación de organismos internacionales de establecimiento de normas ambientales y sociales, ISEAL, define a los grupos de partes interesadas como aquellos "que probablemente tengan un interés en la norma o que puedan verse afectados por su aplicación, y les proporciona mecanismos de participación que son apropiados y accesibles".

### Múltiples definiciones utilizadas para seleccionar organizaciones dentro de las categorías de partes interesadas individuales
Tampoco existe una definición coherente o un proceso de selección para definir la organización u organizaciones individuales que pueden "representar" a una categoría determinada de partes interesadas en un grupo multipartes determinado. Por ejemplo, en la categoría "gobierno" pueden participar oficinas gubernamentales a nivel nacional, regional, de condado/provincial y municipal, organizaciones intergubernamentales regionales (por ejemplo, la Comisión Europea, la Organización de los Estados Americanos), secretarías intergubernamentales (por ejemplo, la FAO, la OMS) o incluir a miembros de parlamentos, órganos reguladores, expertos técnicos de departamentos gubernamentales específicos y tribunales. En la categoría de "sociedad civil" podrían participar igualmente organizaciones no estatales de ámbito internacional, regional y nacional, movimientos sociales, órganos religiosos, asociaciones profesionales, organizaciones de desarrollo, grupos humanitarios u ONG ambientalistas. La categoría de partes interesadas "empresariales" podría incluir a las empresas multinacionales, las empresas nacionales de tamaño mediano, las pequeñas y microempresas locales, las asociaciones comerciales empresariales a nivel internacional, nacional o local; las empresas de los países en desarrollo, las empresas propiedad de minorías, las empresas propiedad de mujeres o las empresas globales de la economía verde. Cuando los "académicos" son una categoría de partes interesadas, los miembros de la categoría podrían ser científicos sociales, físicos, filósofos, expertos en medio ambiente, profesores de religión, abogados, administradores de universidades o una asociación profesional afiliada a la labor académica.

### Variedad de definiciones y procedimientos para seleccionar a las personas que "representen" a su organización de partes interesadas designada dentro de una categoría determinada
Cada organización designada para "representar" a una categoría de interesados puede utilizar su propio método para seleccionar a una persona para que participe en un grupo de partes interesadas.
El hecho de que una persona de una organización determinada participe en la dirección de un grupo multipartes no significa necesariamente que la organización patrocinadora (ya sea una empresa, una organización de la sociedad civil o un gobierno) participe también. La participación de una persona determinada solo puede significar que una oficina o departamento concreto ha decidido trabajar con ese grupo multipartes. La persona involucrada puede haber sido autorizada para hacer de enlace con un determinado grupo multipartes, o bien la pueden haber autorizado a participar a título personal y profesional, o puede haber sido designada oficialmente para representar a una organización concreta.
Esta ambigüedad entre el compromiso de la institución en su conjunto y la participación de un representante de una oficina u organismo específico puede afectar a una serie de funciones diferentes dentro y fuera del grupo multipartes. El grupo multipartes bien puede apreciar el hecho de poder afirmar públicamente que x gobiernos o y empresas transnacionales forman parte del grupo multipartes a fin de obtener un mayor reconocimiento político-económico. Internamente los demás participantes pueden creer que las capacidades institucionales y los recursos financieros de la organización matriz pueden estar disponibles para cumplir los objetivos del grupo multipartes.

### Temas exclusivamente de gobernanza en el uso del término "parte interesada".
No existe ningún esfuerzo internacional en curso para normalizar el concepto de parte interesada, dentro de la idea de gobernanza multipartes, ni tampoco ningún esfuerzo internacional para normalizar el procedimiento de designación de una organización o un individuo dentro de una categoría de partes interesadas determinada.
A diferencia del uso de "parte interesada" en la teoría de la gestión y la teoría de la gestión de proyectos, hay una serie de factores demográficos, políticos y sociales que pueden impactar en el uso del concepto de "parte interesada" en la gobernanza. Entre las cuestiones identificadas se encuentran: a) la dificultad de equilibrar la representación de género, clase, etnia y geográfica en cualquier grupo multipartes; b) los posibles conflictos de intereses entre las partes interesadas "empresariales" y sus respectivos mercados; c) el poder asimétrico de las diferentes categorías de partes interesadas y las diferentes organizaciones que representan a las categorías de partes interesadas dentro de un grupo multipartes; y d) la falta de una estructura de revisión o un mecanismo judicial para apelar la selección de las categorías de partes interesadas, las organizaciones de partes interesadas dentro de una categoría o la selección de la persona que representará a una organización de partes interesadas.

## Tipos de grupos de gobernanza multipartes
Se están utilizando -o se está proponiendo utilizar- arreglos de gobernanza multipartes para abordar una amplia gama de problemas globales, regionales y nacionales. Esos retos de gobernanza, a menudo con importantes repercusiones políticas, económicas o en la seguridad, pueden clasificarse en las siguientes categorías: 1) los que incluyen la formulación de políticas públicas con una participación mínima o marginal del gobierno; 2) los que atañen al establecimiento de normas para regular el mercado que anteriormente eran una función del Estado; y 3) los relativos a la ejecución de proyectos en gran escala, a menudo proyectos de infraestructura, con participación del gobierno.

### Grupos de gobernanza multipartes orientados a la formulación de políticas
Los grupos de gobernanza multipartes orientados a la formulación de políticas se utilizan para abordar un asunto de política internacional. Esos grupos suelen surgir cuando los actores globales creen que es necesaria una intervención normativa pero los gobiernos o las organizaciones intergubernamentales no están dispuestos o no pueden resolver un tema de política pública. La mayoría de los grupos de gobernanza multipartes se reúnen de forma independiente de las  organizaciones multilaterales, mientras que algunos pueden incluir al sistema multilateral para su respaldo o apoyo.
Ejemplos de grupos de gobernanza multipartes orientados a la formulación de políticas: Los Consejos del Futuro Global del Foro Económico Mundial; Comisión Mundial de Represas; Sistema de certificación del Proceso de Kimberley Sistema de certificasión del Proceso de Kimberley; Red de Políticas de Renovación para el siglo XXI; Alianza Mundial para los Océanos

### Grupos multipartes orientados por los productos, las finanzas y los procesos
Los grupos multipartes orientados por los productos, la financiación y los procesos son organizaciones que establecen normas para los productos y procesos comercializados internacionalmente y/o proporcionan financiación con una junta multipartes.
En el caso de los productos, el objetivo es facilitar productos éticos, ambientales y favorables al desarrollo que sean deseados por los consumidores y beneficien a los productores, fabricantes y comercializadoras.
Los procesos se refieren a tecnologías nuevas, de rápida evolución, complejas y de gran impacto en el mercado internacional que carecen de normas nacionales o de control regulatorio. Los grupos multipartes determinan la forma en que los procesos pueden funcionar mejor a nivel internacional entre intereses comerciales en pugna. Esos grupos trabajan con organizaciones de la sociedad civil, instituciones académicas y órganos gubernamentales para resolver conflictos y planificar el camino a seguir.
A diferencia de las organizaciones filantrópicas tradicionales, los grupos multipartes con orientación financiera funcionan con un órgano rector que designa explícitamente a las personas que "representan" las opiniones de determinadas categorías de partes interesadas.
Ejemplos de grupos multipartes orientados por los productos: Consejo de Administración de la Acuicultura (ASC) ; Iniciativa para un mejor algodón (BCI) ; Consejo de Administración Forestal (FSC) ; Plataforma Mundial del Café (GCP) ; GoodWeave ; Consejo de Administración Marina (MSC) ; Mesa Redonda sobre Biomateriales Sostenibles (RSB) ; Mesa Redonda sobre el Aceite de Palma Sostenible (RSPO) ; Iniciativa para la garantía de una minería responsab
Ejemplos de grupos multipartes orientados por proceso: ICANN ; Fairtrade Internationall (FLO) ; Proyecto FramingNano ; Asociación Mundial para el Comercio y la Biodiversidad ; Iniciativa de gobernanza de geoingeniería climática de Carnegie ; Foro para la Gobernanza de Internet Foro para la Gobernanza de Internet (FGI)
Ejemplos de grupos multipartes orientados por la financiación: GAVI, La Alianza Global para la Vacunación y la Inmunización  ; GCIAI (antes Grupo Consultivo para la Investigación Agrícola Internacional)

### Grupos multipartes orientados por proyectos
Los grupos multipartes orientados por proyectos realizan tareas mundiales o nacionales que los gobiernos o el sistema multilateral no pueden llevar a cabo. Los grupos orientados por proyectos globales cumplen los objetivos de gobernanza implementados por el sistema multilateral. Los grupos nacionales orientados por proyectos abordan una necesidad pública que el gobierno pertinente no puede satisfacer. Pueden operar a nivel local, subnacional o nacional. Los grupos multipartes orientados por proyectos se denominan frecuentemente asociaciones público-privadas (APP).
Ejemplos de grupos globales orientados por proyectos: Alianza para la Administración del Agua ; Hacer retroceder el paludismo ; Acuerdo sobre la seguridad contra incendios y de los edificios en Bangladés ; Alianza mundial para mejorar la nutrición ; La Iniciativa Mundial para la Erradicación de la Poliomielitis ; El Fondo Mundial de Lucha contra el SIDA, la Tuberculosis y la Malaria ; Energía sostenible para todos. 

Ejemplos de dónde pueden actuar los grupos nacionales orientados por proyectos: Zonas de protección ambiental ; Infraestructura de transporte ; Infraestructura de Internet de alta velocidad ; Suministro de agua potable municipal. 

## Relación de la multiparticipación con

### El sistema multilateral
Las diferentes partes del sistema multilateral participan de diversas maneras en los tres tipos de grupos multipartes. Entre ellos figuran los órganos multipartes que son solicitados por un órgano intergubernamental (por ejemplo, el objetivo 17 de los objetivos de desarrollo sostenible); los órganos multipartes organizados por la propia secretaría del sistema de las Naciones Unidas y que dependen jurídicamente de ella (por ejemplo, el Global Compact); órganos multipartes que ofrecen apoyo financiero a determinados objetivos y proyectos de las Naciones Unidas; organizaciones de desarrollo de proyectos afiliadas a las Naciones Unidas que consideran que la ejecución multipartes es más eficaz y eficiente que la ejecución por los Estados o el sistema de las Naciones Unidas; órganos multipartes no patrocinados por las Naciones Unidas que se alinean oficialmente con el sistema de las Naciones Unidas (por ejemplo, la alianza estratégica del Foro Económico Mundial) y órganos multipartes no patrocinados por las Naciones Unidas en los que se permite que el personal del sistema de las Naciones Unidas preste servicios a título personal y profesional.
Por otra parte, algunos órganos multipartes son intencionalmente independientes del sistema de las Naciones Unidas. Esta forma de desvinculación del sistema de las Naciones Unidas fue formulada por la Iniciativa de Rediseño Global Mundial como "coaliciones plurilaterales, a menudo de múltiples partes interesadas, de los que desean y pueden" trabajar fuera del marco intergubernamental. Ejemplos de esta práctica son los órganos multipartes que buscan explícitamente la autonomía de las reglamentaciones estatales jurídicamente vinculantes y el derecho no vinculante del sistema intergubernamental (por ejemplo, la gobernanza de Internet); los órganos multipartes de establecimiento de normas, que perciben que el sistema de las Naciones Unidas no ha atendido a sus preocupaciones y, por consiguiente, optan por funcionar sin la participación de este; y las fuentes de financiación internacionales multipartes que optan por ser independientes del proceso intergubernamental pertinente (por ejemplo, la Alianza Global para la Vacunación y la Inmunización (GAVI)).
Por último, algunos órganos multipartes desean desvincularse del sistema de las Naciones Unidas en sus actividades cotidianas, pero buscan el respaldo intergubernamental de la ONU para el resultado de los acuerdos autónomos (por ejemplo, el Sistema de Certificación del Proceso de Kimberley).
i. Opiniones de las instituciones multilaterales sobre los procesos y la gobernanza multipartes
En su calidad de sistema de gobernanza global en evolución, las distintas partes del sistema de las Naciones Unidas describen la importancia de la participación de múltiples partes interesadas de distintas maneras. Por ejemplo, el Banco Mundial señala que las iniciativas multipartes reúnen a los gobiernos, la sociedad civil y el sector privado para hacer frente a complejos problemas de desarrollo que ninguna parte por sí sola tiene la capacidad, los recursos y los conocimientos técnicos para hacerlo con mayor eficacia; el Banco  Asiático de Desarrollo afirma que los grupos multipartes permiten a las comunidades articular sus necesidades, ayudan a configurar los procesos de cambio y movilizan un amplio apoyo para las reformas difíciles; el Global Compact cree que convocando a las empresas comprometidas con los expertos y las partes interesadas pertinentes, las Naciones Unidas pueden proporcionar un espacio de colaboración para generar y aplicar prácticas avanzadas de sostenibilidad corporativa e inspirar la adopción generalizada de soluciones de sostenibilidad entre las empresas de todo el mundo; y el objetivo de alianzas del ODS (Objetivo 17) trata de utilizar las alianzas multipartes para movilizar y compartir conocimientos, experiencia, tecnología y recursos financieros para aplicar el programa de los ODS.
ii. Preocupaciones de política pública respecto al involucramiento de múltiples partes interesadas en el sistema multilateral
Algunos gobiernos, sociedad civil organizationss, y los medios de comunicación internacionales han desafiado la legitimidad y appropriateness de multistakeholder compromiso con el multilateralism y ha levantado se preocupa que la integridad y la legitimidad de la ONU es endangered por multistakeholderism.  Han disputado un acuerdo de sociedad estratégico entre la oficina del Secretario General de ONU y el Foro Económico Mundial; el previsto hosting de conferencias internacionales que por-pases el tradicionales intergovernmental proceso preparatorio para uno centrado en multistakeholder compromiso con secretaría de sistema de la ONU (fn propuso Cumbre Alimentaria Mundial);  el cambio para un inferior-arriba desarrollo a superior-abajo multistakeholder-desarrollo dirigido;  la oferta de personal libre del Foro Económico Mundial al Director Ejecutivo de un cuerpo de tratado de sistema de ONU; y el proceso de grande internacional multistakeholder los cuerpos que ponen objetivos de política global a través de su philanthropy.
Algunos gobiernos, organizaciones de la sociedad civil y los medios de comunicación internacionales han cuestionado la legitimidad e idoneidad del involucramiento de múltiples partes interesadas en el multilateralismo y han planteado la preocupación de que la integridad y la legitimidad de las Naciones Unidas se vean amenazadas por la multiparticipación. Han impugnado un acuerdo de alianza estratégica entre la oficina del Secretario General de las Naciones Unidas y el Foro Económico Mundial; la celebración prevista de conferencias internacionales que elude el proceso preparatorio intergubernamental tradicional para una centrada en el involucramiento de múltiples partes interesadas con la secretaría del sistema de las Naciones Unidas (propuesta de la Cumbre Mundial sobre la Alimentación de la FAO); el paso de un desarrollo de abajo hacia arriba a un desarrollo de arriba hacia abajo dirigido por múltiples partes interesadas; el ofrecimiento de personal gratuito del Foro Económico Mundial al Director Ejecutivo de un órgano creado en virtud de un tratado del sistema de las Naciones Unidas; y el proceso de grandes organismos internacionales multipartes que establecen objetivos de política mundial a través de su filantropía.

### Empresas transnacionales y organizaciones relacionadas con la industria
La mayoría de las empresas transnacionales (ETN) y organizaciones relacionadas con el comercio no participan en grupos multipartes. Sin embargo, el sector empresarial y las grandes ETN se consideran con demasiada frecuencia participantes esenciales en cualquier empresa con múltiples partes interesadas.
Algunas de esas empresas ven beneficios a largo plazo en el carácter multipartes. Para algunos, los organismos de gobernanza de múltiples partes interesadas son la alternativa preferible a la supervisión estatal o al derecho no vinculante elaborado por el gobierno. En el caso de las empresas de sectores con un perfil muy negativo, los organismos multipartes pueden ser instrumentos útiles para identificar soluciones a dificultades complejas o para restablecer la credibilidad pública de su empresa o sector. Para otras empresas, los grupos multipartes proporcionan una entrada institucional en las estructuras de gobernanza mundial o un acuerdo institucional fuera del sistema de las Naciones Unidas para liderar la definición de políticas y programas internacionales (por ejemplo, los Consejos de Modelización del Futuro del FEM).
Para otras empresas, los beneficios son más a corto plazo. Los beneficios a corto plazo incluyen trabajar para dar forma a la especificación técnica de un nicho de mercado internacional; crear aceptación y expectativas públicas para nuevos mercados; y gestionar la percepción pública de su empresa.
Sin embargo, el mayor número de ETN que se involucran con la multiparticipación es, con mucho, el de las que participan en asociaciones público-privadas (APP) centradas en proyectos a nivel nacional e internacional. Estas ETN y las empresas nacionales conexas pueden utilizar el forma de APP para abordar tanto las deficiencias del Estado para atender a una necesidad social, económica y ambiental determinada como para obtener la aprobación del Estado para la privatización de un determinado sector de una economía.
Estos cambios en el papel del sector empresarial alteran las distinciones de larga data entre el sector público y el privado y, como tales, tienen repercusiones en la adopción de decisiones democráticas a nivel global y nacional.

### Organizaciones de la sociedad civil / ONG / movimientos sociales
Uno de los impulsores de la creación de organizaciones de la sociedad civil (OSC), organizaciones no gubernamentales o movimientos sociales es ser autónomos respecto a los gobiernos e intereses comerciales. Con el advenimiento de la gobernanza multipartes, algunas instituciones se han apartado intencionalmente de esta posición autónoma para promover objetivos institucionales específicos; otras se han unido a grupos multipartes, en particular las asociaciones entre el sector público y el privado, por temor a quedar aisladas de las decisiones cruciales, mientras que la mayoría de estas organizaciones siguen siendo autónomas de los gobiernos y los intereses comerciales y no están conectadas con grupos multipartes.
En el primer caso, algunas organizaciones de la sociedad civil han sido fundadoras de órganos internacionales de establecimiento de normas en asociación con una ETN de un sector específico y empresas nacionales; se han unido a grupos normativos de alto nivel de múltiples partes interesadas; han participado con grupos multipartes convocados para aplicar los objetivos del sistema de las Naciones Unidas (por ejemplo, el objetivo 17 de los ODS); y se han unido a iniciativas internacionales de vigilancia de múltiples partes interesadas.

En el segundo caso, las OSC que se han enfrentado a la creación de una poderosa APP consideran que la no participación las dejaría en una grave desventaja local; otras OSC preferirían que un gobierno o el sistema de las Naciones Unidas se ocupara de un tema determinado y no ven otra forma de establecer normas para esa sección (por ejemplo, la Plataforma Global del Café).
En el tercer caso, las OSC, las ONG y los movimientos sociales han adoptado medidas positivas para disuadir a los gobiernos, las empresas transnacionales y otras OSC, ONG y movimientos sociales de no participar en grupos multipartes; algunas de estas organizaciones han pedido al Secretario General de las Naciones Unidas que se retire de las asociaciones con organismos de múltiples partes interesadas.

### Los gobiernos, en particular los órganos normativos, los organismos reguladores y las oficinas de infraestructura
Algunos gobiernos se comprometen con la multiparticipación para elaborar políticas públicas o para evitar la elaboración de políticas públicas. Esos gobiernos, o más precisamente partes de gobiernos, han apoyado a grupos multipartes que se ocupan de cuestiones complejas de política pública, han optado por abordar cuestiones intergubernamentales delicadas sin la participación del sistema de las Naciones Unidas, y han optado por abordar cuestiones paramilitares sin la participación del sistema de las Naciones Unidas (por ejemplo, el Código Internacional de Conducta para los Proveedores de Servicios de Seguridad Privada).
Los gobiernos no son uniformes en su utilización de organismos multipartes para la formulación de políticas. En varios casos, algunos gobiernos utilizan la multiparticipación como mecanismo de política pública. En relación con esa misma cuestión de política pública, otros gobiernos se oponen al uso de la multiparticipación, prefiriendo en cambio considerar una cuestión mediante arreglos multilaterales o bilaterales. Los dos ejemplos más claros son la gobernanza de Internet y los organismos privados de establecimiento de normas internacionales que funcionan sin la participación de los países en desarrollo (Foro sobre Normas de Sostenibilidad de la UNCTAD). En el caso de la gobernanza de Internet, los principales agentes privados en esta esfera tratan de tener poco o ningún compromiso con los gobiernos.
Todos los gobiernos tienen instituciones reguladoras de la fijación de normas de productos. La multiparticipación ofrece la oportunidad de contar con un arreglo alternativo que traslada el proceso de formulación y supervisión de normas a un órgano de múltiples partes interesadas y hace que las normas pasen de ser obligatorias a ser voluntarias. Entre los ejemplos de este uso de los grupos multipartes por parte de los gobiernos se incluye la opción de seguir el consejo de los grupos multipartes basados en expertos en lugar de establecer organizaciones separadas de expertos basadas en el gobierno, acogiendo con beneplácito los esfuerzos para que las normas de múltiples partes interesadas sean establecidas por las ETN y la sociedad civil para evitar conflictos con las ETN de los países de origen y otras empresas (por ejemplo, el Acuerdo sobre Incendios y Seguridad en la Construcción en Bangladés) y apoyando el establecimiento de normas privadas voluntarias para los espacios no gobernados y subgobernados (por ejemplo, los océanos). Muchos de estos casos representan una privatización indirecta de los servicios y bienes públicos.
Otros gobiernos o partes del gobierno participan activamente en asociaciones público-privadas basadas en proyectos. En las asociaciones entre el sector público y el privado, los gobiernos acuerdan otorgar de jure o de facto gobernanza sobre un recurso natural (por ejemplo, el acceso al agua pública) o sobre la zona que rodea un proyecto de infraestructura a un determinado grupo multipartes. El grado de control que se transfiere explícita o implícitamente a la APP y el nivel en que no se cumplen las expectativas iniciales de operaciones y precios se han convertido en un punto conflictivo de gobernanza.

### Academia y asociaciones profesionales
Si bien más de 250 académicos ayudaron al FEM a desarrollar su Iniciativa de Rediseño Global, la mayoría de los miembros de la comunidad académica y la mayoría de las asociaciones profesionales no participan en grupos multipartes. Los académicos que participan en grupos multipartes tienden a participar de grupos multipartes de formulación de políticas o en el desarrollo de normas internacionales de productos y procesos.
Algunos expertos de universidades se incorporan a organismos multipartes orientados por las empresas de manera similar a como lo hacen en las juntas corporativas de empresas individuales. Sin embargo, a diferencia de aportar sus conocimientos a una empresa como consultores o miembros de la junta, los académicos que forman parte de la junta de una organización de gobernanza multipartes, en particular los que establecen normas internacionales de productos o procesos, han pasado de una función de asesor e inversor a otra que es funcionalmente similar a la de un funcionario regulador estatal.
En algunos casos, las principales empresas o gobiernos contratan a profesores universitarios para crear una organización gubernamental académico-empresarial con el fin de abrir nuevos mercados para esa empresa o las de su sector. En otros casos, grupos multipartes y universidades copatrocinan eventos y proyectos de investigación de múltiples partes interesadas.